# Power Dynamos Football Club
Maillots
Actualités
Le Power Dynamos Football Club est un club zambien de football basé à Kitwe.

## Histoire
Le club participe à cinq reprises à la Ligue des champions d'Afrique, en 1985, 1995, 1998, 2001 et 2012.
Il participe également à dix reprises à la Coupe des coupes, en 1981, 1982, 1986, 1988, 1989, 1991, 1992, 1994, 1999 et 2003. Il remporte cette compétition en 1991, s'imposant en finale face au club nigérian des BCC Lions.
Enfin, il dispute à deux reprises la Coupe de la confédération, en 2013 et 2015.

## Palmarès
- Coupe d'Afrique des vainqueurs de coupe (1)
  - Vainqueur : 1991
  - Finaliste : 1982

- Championnat de Zambie (8)
  - Champion : 1984, 1991, 1994, 1997, 2000, 2011, 2023, 2025

- Coupe de Zambie (7)
  - Vainqueur : 1979, 1980, 1982, 1990, 1997, 2001, 2003
  - Finaliste : 2002